# Macugonalia geographica
Macugonalia geographica är en insektsart som beskrevs av Victor Antoine Signoret 1855. Macugonalia geographica ingår i släktet Macugonalia och familjen dvärgstritar. Inga underarter finns listade i Catalogue of Life.